# Mini Aceman
Der Mini Aceman ist ein rein elektrischer Kleinwagen in SUV-Optik der Marke Mini.

## Modellgeschichte
Mini hatte schon im September 2022 mit dem Aceman Concept einen Ausblick auf die Baureihe gegeben. Die Entwicklung erfolgte wie beim elektrischen Mini J01 mit Great Wall Motor. Die Serienversion wurde im April 2024 auf der Beijing Auto Show vorgestellt, der Marktstart erfolgte im November 2024. Den Aceman gibt es zunächst in zwei elektrischen Motorisierungen und in den vier Ausstattungslinien Essential Trim, Classic Trim, Favoured Trim und JCW Trim. Eine sportlichere JCW-Version wurde im September 2024 angekündigt und im Oktober 2024 auf dem Pariser Autosalon vorgestellt.

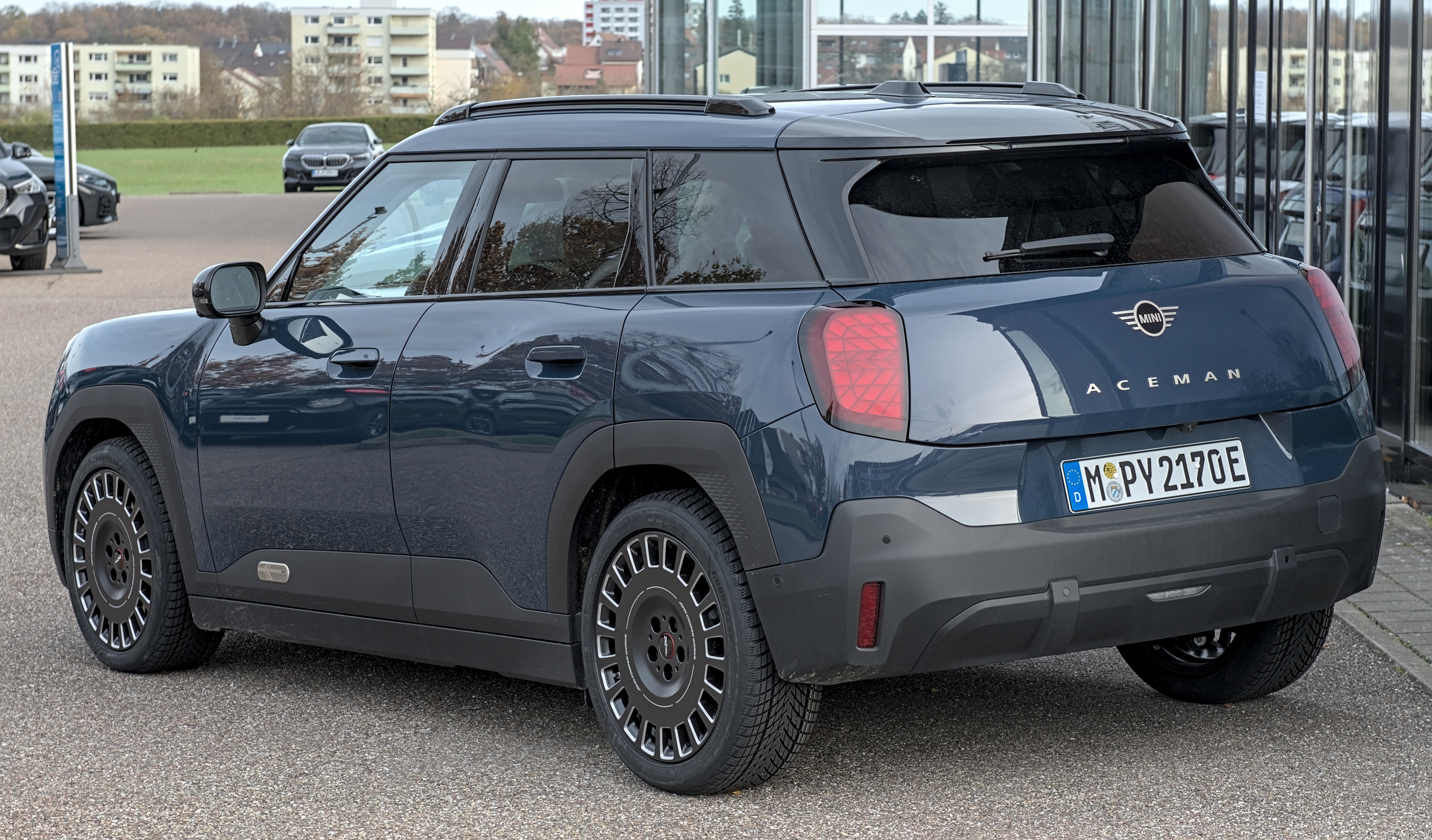
Heckansicht
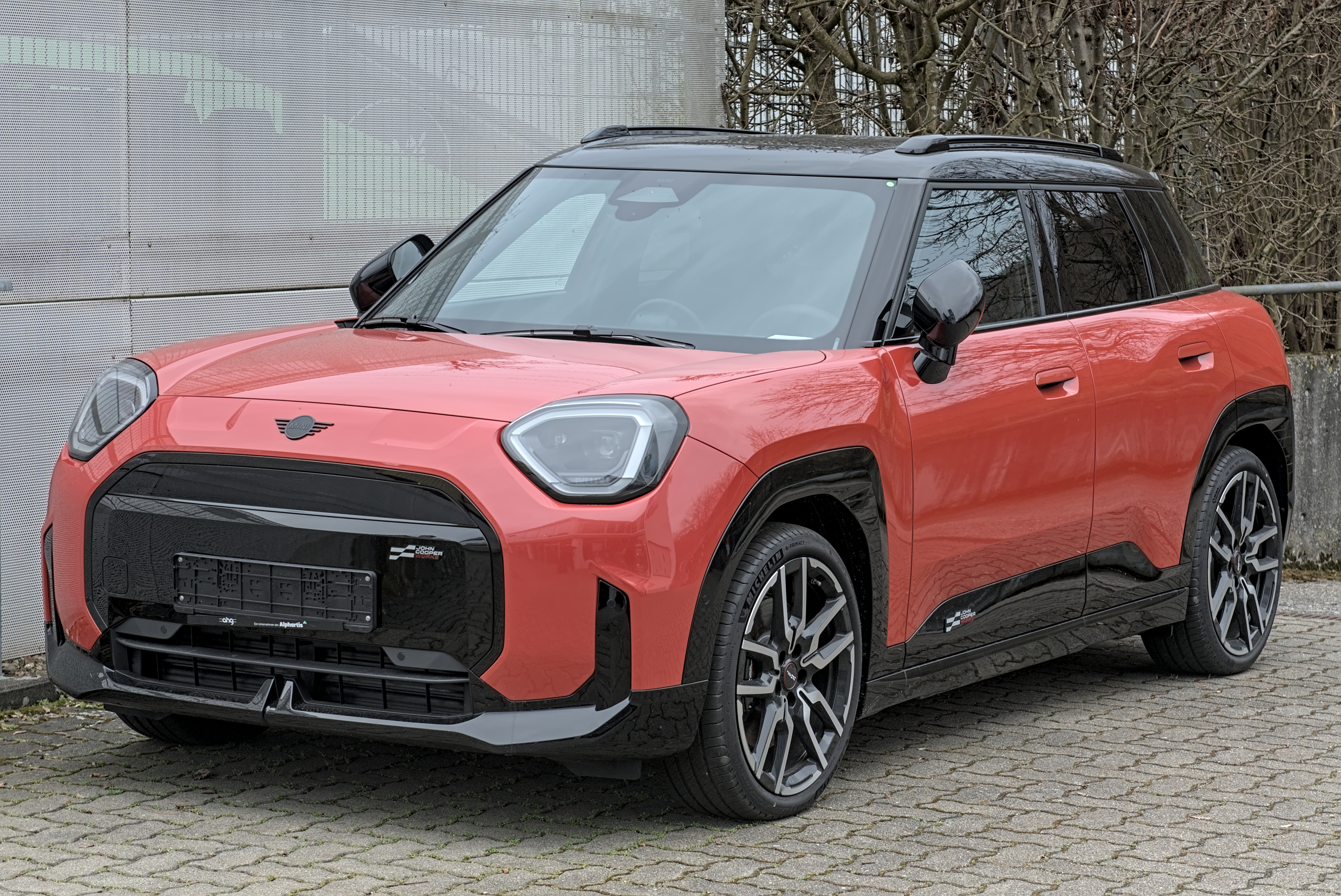
Mini Aceman SE JCW Trim
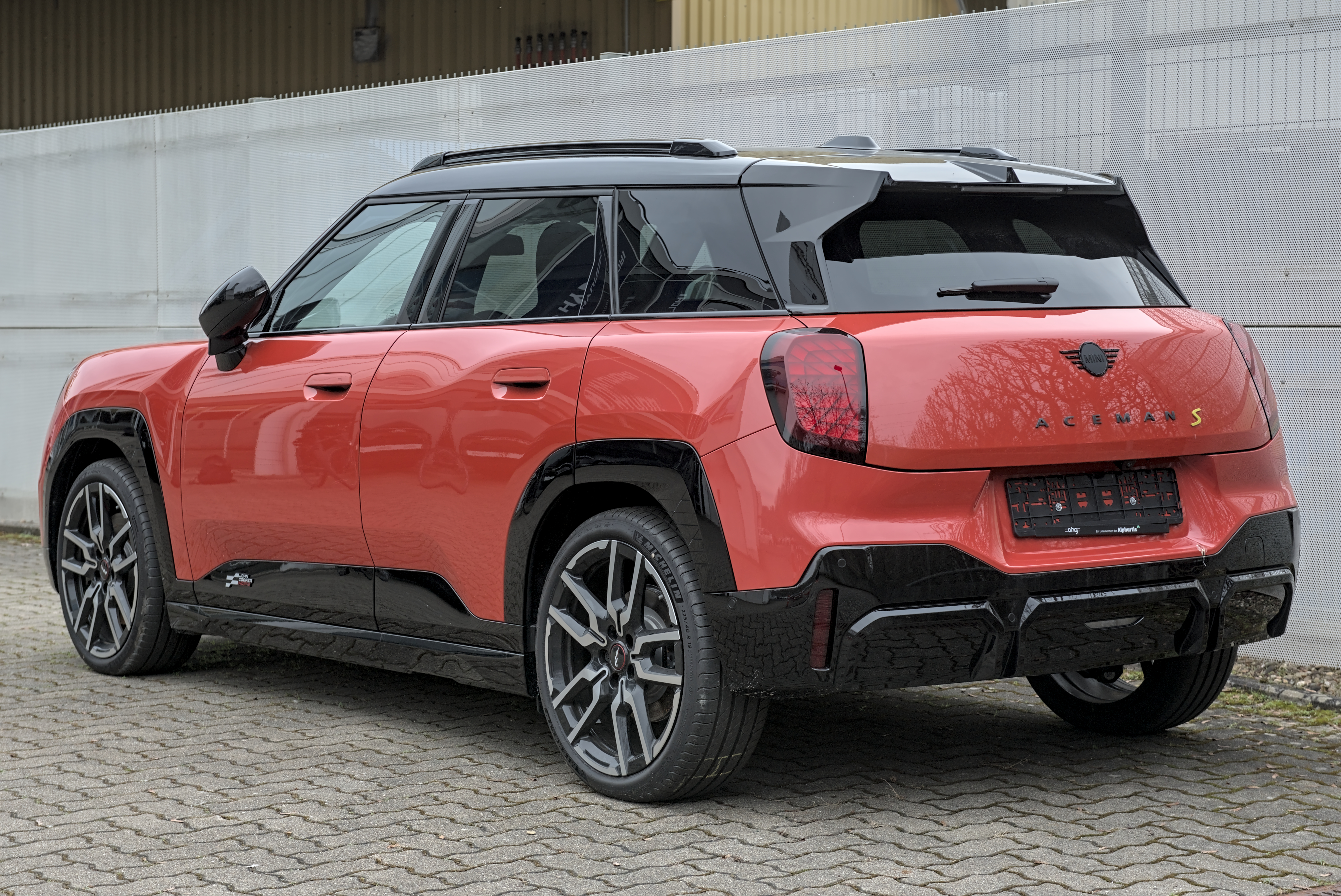
Heckansicht
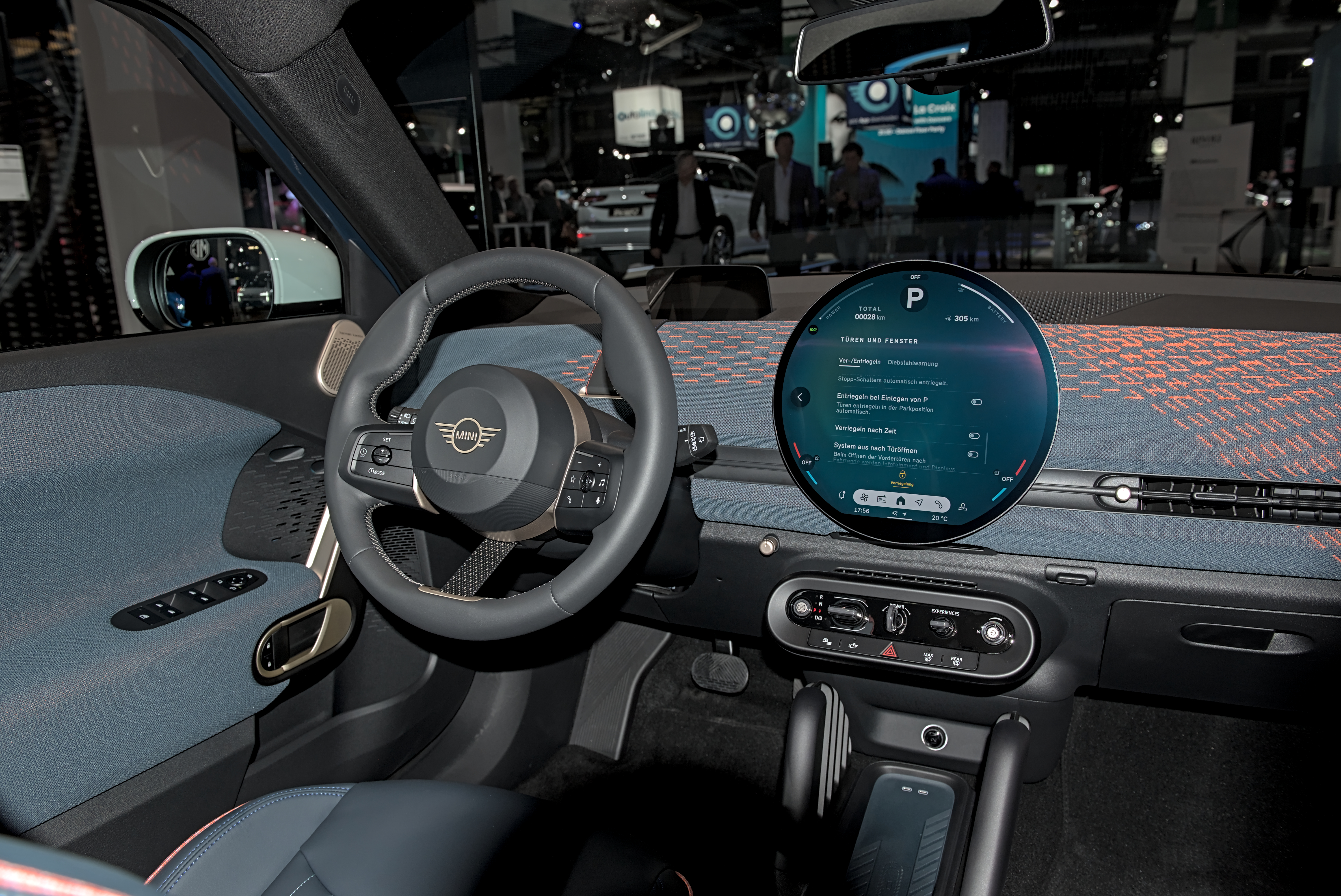
Innenansicht
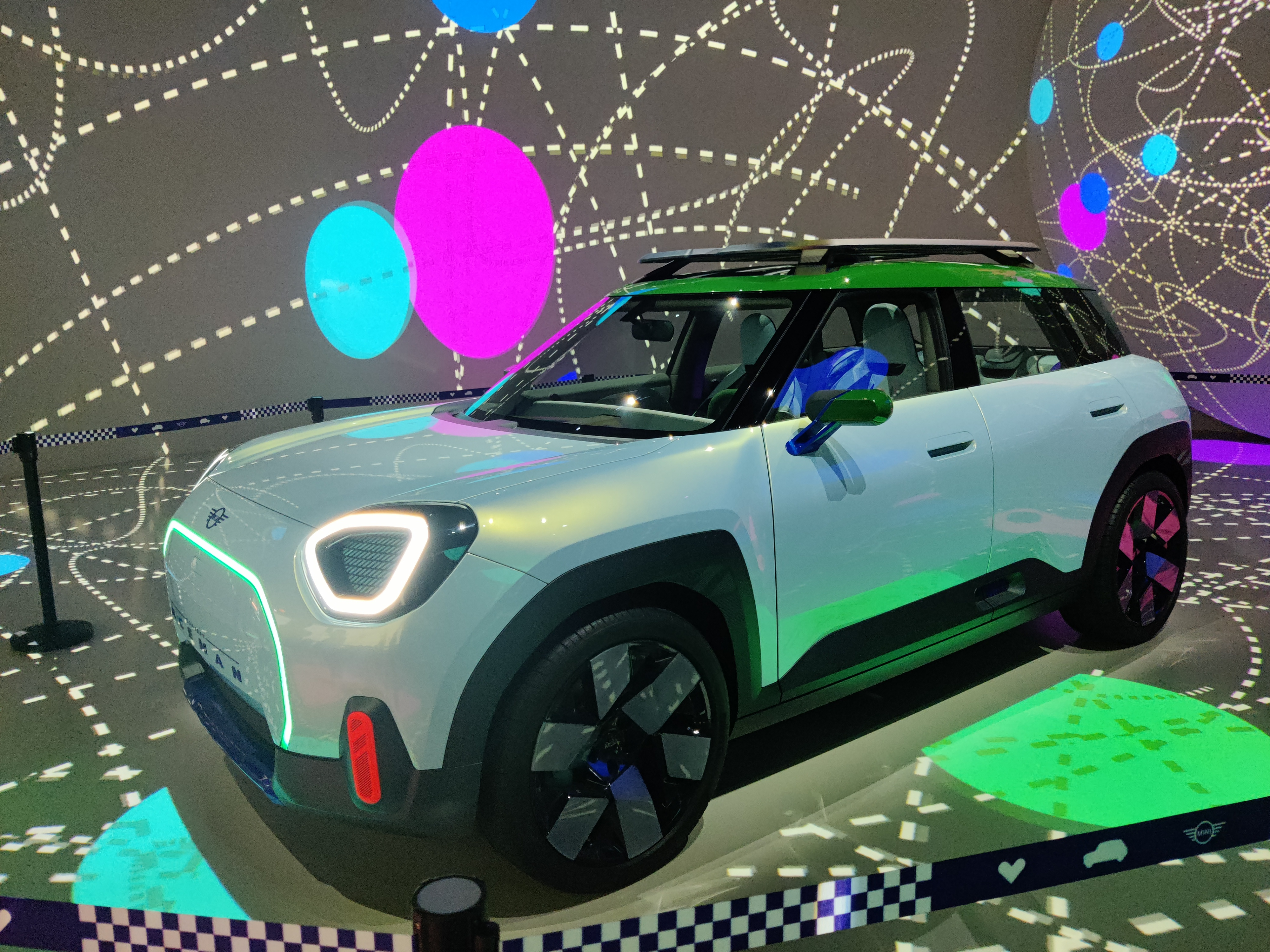
Mini Aceman Concept, 2022
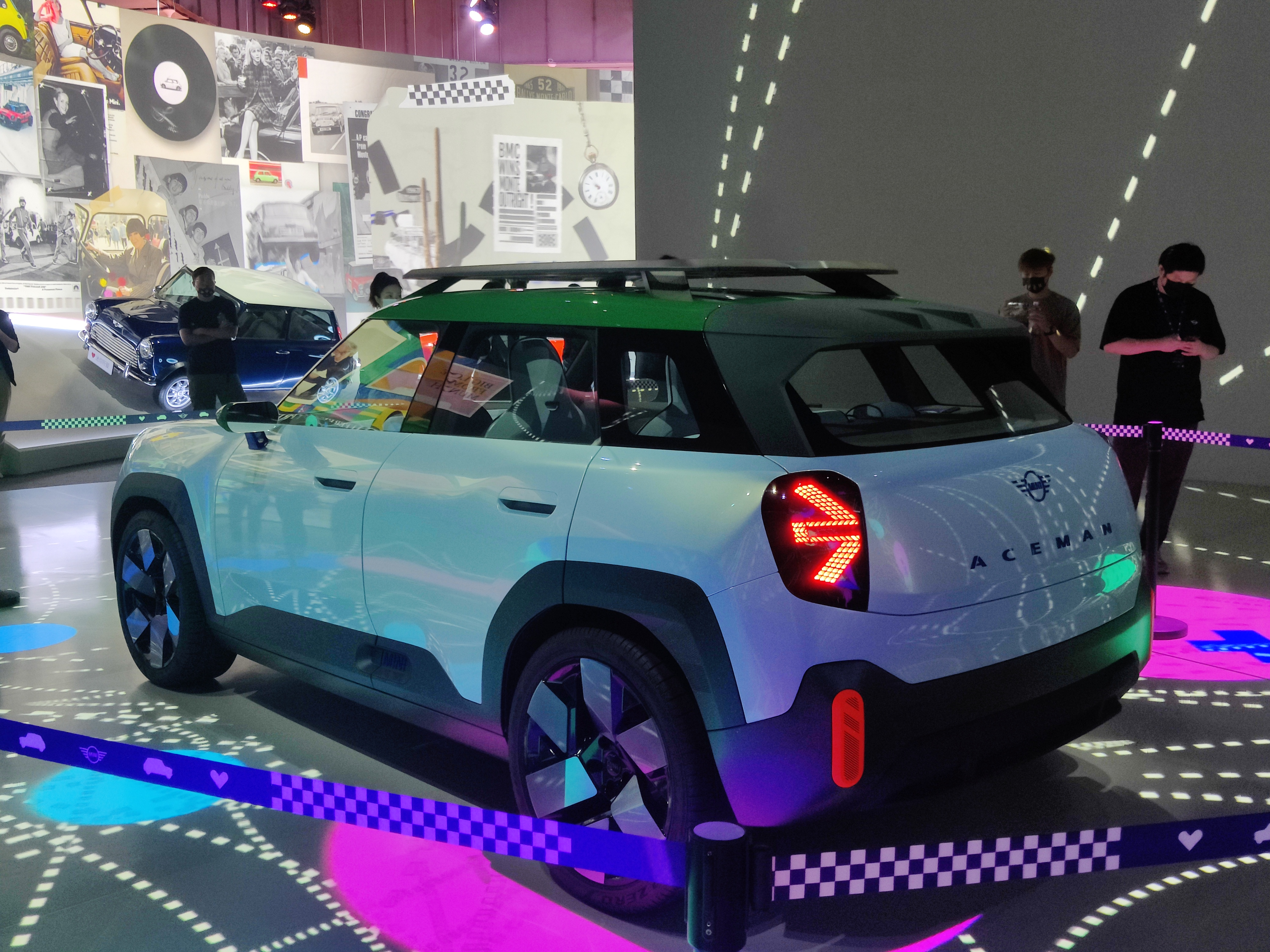
Heckansicht

## Beschreibung
Der fünftürige Aceman hat intern die Bezeichnung J05. Er basiert auf derselben mit Great Wall Motor entwickelten Plattform wie der elektrische Cooper (J01). Bei einer Länge von knapp 4,10 m hat er eine Höhe von etwas über 1,50 m. Die Radgröße des Aceman beträgt 17 bis 19 Zoll. Der Kofferraum fasst ohne Umklappen der Rückbank 300 l, maximal 1005 l.
Zum Marktstart wird der Aceman als E mit 135 kW und SE mit 160 kW starkem Antrieb angeboten, dessen Drehmoment 290 bzw. 330 Nm beträgt. Beide Modelle haben Frontantrieb. Aus dem Stand sollen 100 km/h in 7,9 Sekunden beziehungsweise in 7,1 Sekunden erreicht. Höchstgeschwindigkeit des E ist 160 km/h, beim SE 170 km/h. Die Reichweiten gemäß WLTP liegen zwischen maximal 298 und 405 km. Laden ist mit bis zu 11 kW Wechselstrom (AC) und mit Gleichstrom (DC) möglich: beim E mit bis zu 75 kW und beim SE bis zu 95 kW.
Der JCW hat 190 kW und erreicht maximal 200 km/h. Aus dem Stand soll er in 6,4 Sekunden auf 100 km/h beschleunigen.
Das Armaturenbrett hat wie beim Cooper in der Mitte einen runden OLED-Touchscreen. Es ist mit einem gestrickten Material bezogen. Die Sitzbezüge bestehen aus Stoff oder statt Leder aus einer Art veganem Leder Vescin. Die Bedienung kann auch mit dem vollwertigen Sprachassistenten erfolgen.

## Technische Daten
|                                          | Aceman E                  | Aceman SE                 | Aceman JCW                |
| ---------------------------------------- | ------------------------- | ------------------------- | ------------------------- |
| Bauzeitraum                              | seit 11/2024              | seit 11/2024              | seit 01/2025              |
| Motorkenndaten                           |                           |                           |                           |
| Motorart                                 | Elektromotor              | Elektromotor              | Elektromotor              |
| Motortyp                                 | Code HC0002N0             | Code HC0002N0             | Code HC0002N0             |
| max. Leistung                            | 135 kW (184 PS)           | 160 kW (218 PS)           | 190 kW (258 PS)           |
| max. Drehmoment                          | 290 Nm                    | 330 Nm                    | 350 Nm                    |
| Kraftübertragung                         |                           |                           |                           |
| Antrieb                                  | Vorderradantrieb          | Vorderradantrieb          | Vorderradantrieb          |
| Messwerte                                |                           |                           |                           |
| Höchstgeschwindigkeit                    | 160 km/h                  | 170 km/h                  | 200 km/h                  |
| Beschleunigung, 0–100 km/h               | 7,9 s                     | 7,1 s                     | 6,4 s                     |
| Leergewicht                              | 1720 kg                   | 1785 kg                   | 1768 kg                   |
| Energieverbrauch auf 100 km (kombiniert) | 14,1–14,7 kWh             | 14,0–14,7 kWh             | 16,0–16,4 kWh             |
| Batterie                                 | Lithium-Ionen-Akkumulator | Lithium-Ionen-Akkumulator | Lithium-Ionen-Akkumulator |
| Batteriekapazität (brutto/netto)         | 42,5 kWh/38,5 kWh         | 54,2 kWh/49,2 kWh         | 54,2 kWh/49,2 kWh         |
| Reichweite nach WLTP                     | 298–309 km                | 384–405 km                | 344–355 km                |